# Dingen
Dingen ist eine Gemeinde im Süden des Kreises Dithmarschen in Schleswig-Holstein.

## Geografie

### Lage
Die Gemeinde Dingen liegt etwa auf halber Strecke zwischen Sankt Michaelisdonn und Brunsbüttel an der Landesstraße 138 von Meldorf nach Eddelak nördlich von Eddelak.

### Ortsteile
Die Gemeinde besteht aus den Ortsteilen Dingen, Dingerdonn, Friedrichshof, Kämpenberg und Sandhayn.

### Nachbargemeinden
Nachbargemeinden sind im Uhrzeigersinn im Norden beginnend die Gemeinden Sankt Michaelisdonn, Quickborn, Kuden, Eddelak, Ramhusen und Volsemenhusen (alle im Kreis Dithmarschen).

## Geschichte
Die Geschichte der Gemeinde Dingen ist eng mit dem Friedrichshof verknüpft.
Der Friedrichshof war von 1576 an für kurze Zeit ein adliges Gut, das aber vom dänischen König 1579 (Süderdithmarschen war Königsland) übernommen wurde und zunächst als Amtssitz des königlichen Statthalters diente. Später wurden die „Marsch-, Geest- und Moorländereien“ parzelliert und von der Gemeinde Dingen übernommen.
Am 1. April 1934 wurde die Kirchspielslandgemeinde Eddelak aufgelöst. Alle ihre Dorfschaften, Dorfgemeinden und Bauerschaften wurden zu selbständigen Gemeinden/Landgemeinden, so auch Dingen.

## Politik

### Gemeindevertretung
Bei der Kommunalwahl am 14. Mai 2023 wurden insgesamt neun Sitze vergeben. Von diesen erhielt die SPD sechs Sitze und die Wählergemeinschaft Dingen drei Sitze.

### Wappen

Flagge von Dingen

Blasonierung: „Von Grün und Gold im Wellenschnitt schräglinks geteilt. Oben ein auffliegender (heraldischer) Habicht, unten ein Kastanienblatt in verwechselten Farben.“
Die Farben im Wappen repräsentieren das reifende Korn der Geest und die saftigen Wiesen der Marsch.

## Wirtschaft und Infrastruktur
Nördlich von Dingerdonn liegt der Flugplatz St. Michaelisdonn.

## Persönlichkeiten
- Hans Bols (1900–1973), deutscher Politiker (DP, CDU), MdL (Schleswig-Holstein)